# لاري هايمز
لاري هايمز (بالإنجليزية: Larry Himes)‏ هو لاعب كرة قاعدة أمريكي، ولد في 7 أكتوبر 1940.